# Lorca Club de Fútbol (1928)
No confundir con Lorca Fútbol Club (2003)
El Lorca Club de Fútbol era un club de fútbol de España de la ciudad de Lorca en la Región de Murcia. Fue fundado en 1928 y desapareció en 1950.

## Historia
El Lorca Club de Fútbol se funda el 1 de junio de 1928 bajo el nombre de Lorca Sport Club por el empresario local Francisco Millán Munuera. El nuevo equipo disputa su primer partido el 14 de junio de ese año ante el Club Deportivo Arenas de Cartagena en el Campo de La Rueda de Lorca, vistiendo camiseta a rayas blancas y azules por primera vez. A partir de esa fecha todos los equipos representativos de la ciudad de Lorca han vestido esa indumentaria. El Lorca SC disputa el Campeonato de Primera Regional, quedando en último lugar y salvando la categoría en la promoción. En la siguiente temporada el Lorca Sport Club disputa su primer partido oficial ante el Águilas Fútbol Club, ganando en el El Rubial por 0-4 el 27 de octubre de 1929. Ningún otro equipo de Lorca ha logrado una victoria en campo del eterno rival desde entonces.
El 5 de diciembre de 1930 la Real Federación Española de Fútbol constituye los grupos de Tercera División, encuadrando al Lorca en el grupo VII junto a Cartagena, Elche, Albacete, Hércules e Imperial. El Lorca finalizó la liga en tercera posición, pero las posteriores reestructuraciones de la categoría lo dejaron fuera de siguientes ediciones.
En 1931 el Lorca disputa el Campeonato Regional, finalizando empatado a puntos con el Cartagena. El 8 de marzo de 1931 se disputa un partido de desempate, ganando el Lorca mismo por 1-0 con mucha polémica y clasificándose así para la siguiente edición de la Copa del Rey. Al finalizar el partido la afición lorquina invadió el terreno de juego y la federación multó al club con 400 pesetas. Además se produjeron dos incendios intencionados en las instalaciones del club y se recibieron varios anónimos amenazantes. Finalmente el club, que tenía que enfrentarse al Oviedo en la primera ronda de la Copa, decidió retirarse por miedo a más amenazas y dejó de competir durante unos años.
El Lorca regresa a la competición en 1933 con el nombre de Club Deportivo Lorca y un escudo con los colores de la bandera republicana, disputando durante varios años el Campeonato Regional y el Campeonato de España Amateur hasta el inicio de la Guerra Civil, cuando el club se ve forzado a cesar su actividad.
En 1940 el club vuelve a competir, aunque se ve forzado a adoptar el nombre de Lorca Fútbol Club y a cambiar su escudo. Compite de nuevo en el Campeonato Regional, quedando tercero en la fase final tras Alicante y Elche. En 1941 el club se ve forzado de nuevo a cambiar su nombre, castellanizandolo como Lorca Club de Fútbol tras el decreto del nuevo Gobierno franquista. En 1943 el Lorca vuelve a participar en la Tercera División, de nuevo en el grupo VII, quedando clasificado en último lugar. En 1944 el Lorca se ve obligado a abandonar las competiciones oficiales debido al ruinoso estado del Campo de La Rueda. El 24 de septiembre de ese año el Ayuntamiento aprueba la construcción de un nuevo campo en la ciudad, que debía comenzar a construirse a principios de 1945. La construcción del nuevo estadio iría retrasándose cada año, mientras el club se veía obligado a disputar únicamente partidos amistoso. Finalmente el 2 de mayo de 1950 el club se ve obligado a disolverse.

## Uniforme

### Evolución del uniforme titular
| 1928 - 1934 | 1934 - 1935 | 1935 - 1946 | 1946 - 1950 |

## Estadio
El Lorca Club de Fútbol disputó sus partidos durante casi toda su historia en el Campo de La Rueda. Inaugurado el 24 de octubre de 1924 el club se vio obligado a abandonarlo en 1944, al encontrarse el mismo casi en ruinas. Fue demolido poco después y hoy es una gran explanada donde se celebra el mercado semanal de la ciudad.
- Datos: Q25415457